# ピーターの法則
ピーターの法則（ピーターのほうそく、英: Peter Principle）とは組織構成員の労働に関する社会学の法則。
1. 能力主義の階層社会では、人間は能力の極限まで出世する。したがって、有能な平（ひら）構成員は、無能な中間管理職になる。
2. 時が経つにつれて、人間はみな出世していく。無能な平構成員は、そのまま平構成員の地位に落ち着く。また、有能な平構成員は無能な中間管理職の地位に落ち着く。その結果、各階層は、無能な人間で埋め尽くされる。
3. その組織の仕事は、まだ出世の余地のある人間によって遂行される。

1969年、南カリフォルニア大学教授の教育学者ローレンス・J・ピーター（Laurence J. Peter）によりレイモンド・ハル（Raymond Hull）との共著 THE PETER PRINCIPLE の中で提唱された。日本では1969年、『ピーターの法則―〈創造的〉無能のすすめ―（ローレンス・J・ピーター/レイモンド・ハル　田中融二訳）』がダイヤモンド社より出版された（2003年再版の新訳は渡辺伸也）。
この論文で、ピーターは「ためになる階層社会学」を「うっかり創設してしまった」としている。この原理の理論的妥当性を検証するため、モデル化による研究が行われている

 。

## 概論
ピーターの法則は、「あらゆる有効な手段は、より困難な問題に次々と応用され、やがては失敗する」という、ありふれた現象の特別な事例である。
この「一般ピーターの法則」とも言える法則は、ウィリアム・R・コルコラン（William R. Corcoran）博士が、原子力発電所で行われた是正処置プログラムにおいて見出した。
コルコランの場合、この法則は物に適用されている。たとえば、掃除機が吸引機の代わりとして使われたり、「安全性評価」といった管理のためのマニュアルが、経営評価に適用されていた。たとえ有効範囲を超えているかもしれないとしても、人は、以前何かに有効だったものを使いたくなる誘惑に駆られる。ピーター博士は、この現象を人間関係に見い出した。
ピーターの法則を実社会の組織に適用すると、現在の仕事の業績に基づいて、ある人材が今後も昇進できるかどうか判断することができる。すなわち、階層組織の構成員はやがて有効に仕事ができる最高の地位まで達し、その後さらに昇進すると無能になる。この地位はその人材にとって「不適当な地位」であり、もはやさらなる昇進は望めない。
このようにして、ある人材はその組織内で昇進できる限界点に達する。人は昇進を続けてやがて無能になるが、必ずしも高い地位がより難しい仕事であるという意味ではない。単純に、以前優秀であった仕事と仕事内容が異なるだけである。要求される技術をその人材が持ちあわせていないだけである。
たとえば、工場勤務の優秀な職工が昇進して管理職になると、これまで得た技術が新しい仕事に役立たず無能になる。このようにして、仕事は「まだ『無能になる』地位まで達していない人材」によってなされることになる。

## 解決方法
この問題を回避するために組織がとりうる手段として、次の段階の仕事をこなせる技術と仕事のやり方を身につけるまで人材の昇進を控える方法が挙げられる。例えば、管理能力を示さない限りは部下を管理する地位に昇進させない、などである。
- 第1の帰結は、現在の仕事に専念している者は昇進させず（ディルバートの法則と類似）、代わりに昇給させるべきである。
- 第2の帰結は、新たな地位に対して、十分な訓練を受けた場合にだけ、その者を昇進させるべきである。これにより、昇進の（後ではなく）前に管理能力に欠ける者を発見することができる。

ピーターは、階級システム、もしくはカースト（身分制度）は不適当な配置を避けられるので、より効率的である、と指摘した。
上級職は階級が高位の者により占められているので、低階層の有能な労働者は、適切な地位以上には昇進することがない。「仮に底辺から始めさせられたとすると到底到達できないような優位の（高位の）者のグループにとっては、ピラミッドの頂上付近の地位から始められる有利さから、階層制は魅力的であろう。」
このように、階層制は「階級のない社会、もしくは平等主義の社会より効率的である」。同様にして、実社会での組織では技術を持った人々は、その技術ゆえに無能な管理職よりもずっと価値があるとも言えるので、ほとんどの組織では、管理職のための賃金や役職を優れた技術者に与えるような、事務系と平行した昇進の道を技術者に対して用意している。
プルチーノらは、計算機を使ってその動向をモデル化し、様々な昇進ルールを比較した。すると、最も優秀な者と最も無能な者を交互に昇進させる方法と、無作為に選ばれた者を昇進させる方法が、ピーターの法則の影響から逃れ、組織の効率を最も高くすることができた 。
プルチーノは、この論文により、2010年のイグノーベル経営学賞を受賞した。
ピーターの法則を逃れる手段としては、契約社員の採用が挙げられる。たとえば、IT企業における契約社員は、これまでの雇用者や経験に裏打ちされた能力によって選ばれ、一定期間ごとに契約が更新される。ある時点で不適当さが見られれば、契約を更新しないことで容易に解雇される。
契約社員は、ヒエラルキーには組み込まれず、組織の昇進システムとは通常無関係である。現実には、雇用不安などの欠点が生じるが、原理的には報酬さえ十分であれば、被雇用者は契約社員の地位で満足することになる。

## 階層社会学
ピーター博士は、ピーターの法則と同時に、人間社会に見られる、階層的に組織されたシステムの基本原理に関する社会科学として、「階層社会学」という新しい言葉を作り出した。

## 大衆文化への影響
ユーモラスではあるが、ピーターの著書は、現実世界の例と、人間の行動について示唆に富んだ解釈を多数含んでいる。同様の不適当さに関する観察は漫画『ディルバート』（のディルバートの法則など）、映画『リストラ・マン』、テレビドラマ『The Office』にも見られる。特にディルバートの法則はピーターの法則の拡大解釈にも思える。
ピーターの法則によれば、ある者は過去のどこかの地位では有能であったとされる。一方、ディルバートの法則は、過去に一切有能であったことがない者でも、管理職に昇進する可能性があるとしている。
もちろん、両方の法則は同じ組織内で同時に成り立ちうる。